# Río Chiquimaran
Der Río Chiquimaran ist ein etwa 110 km langer linker Nebenfluss des Río Nazca in der südlichen Pazifikregion von Peru.

## Flusslauf
Der Río Chiquimaran entspringt an der Westflanke des Cerro Ilacata Grande in einem Höhenkamm der peruanischen Westkordillere. Das Quellgebiet befindet sich auf einer Höhe von ungefähr 4150 m im Distrikt Lucanas der Provinz Lucanas (Region Ayacucho). Der Río Chiquimaran fließt anfangs in westsüdwestlicher Richtung durch das Bergland. Zwischen den Flusskilometern 100 und 90 durchquert der Fluss den äußersten Nordwesten der Reserva Nacional Pampa Galeras Bárbara d’Achille. Bei Flusskilometer 66 befindet sich die Ortschaft Chuquimarán oberhalb des linken Flussufers. Ab Flusskilometer 60 verläuft der Río Chiquimaran in der Provinz Nasca der Region Ica. Der Río Chiquimaran wendet sich allmählich nach Westen. Bei Flusskilometer 35 erreicht er die wüstenhafte Ebene der Provinz Nasca. Bei Flusskilometer 34 passiert der Fluss die weiter nördlich gelegene Ortschaft Taruga. Hier findet in geringerem Maße bewässerte Landwirtschaft statt. Bei Flusskilometer 26, bei der Ortschaft Pajonal Bajo, kreuzt die Nationalstraße 1S (Panamericana) den Flusslauf. Der Río Chiquimaran durchquert im Anschluss die Wüste in überwiegend westnordwestlicher Richtung und erreicht schließlich den Río Nazca. Zwei Kilometer weiter flussabwärts befindet sich die Mündung des Río Poroma. Im Unterlauf führt der Río Chiquimaran gewöhnlich sehr wenig Wasser. 

## Einzugsgebiet
Das Einzugsgebiet des Río Chiquimaran umfasst etwa 465 km². Es besitzt eine schlauchförmige Gestalt. Es grenzt im Norden an das des oberstrom gelegenen Río Nazca sowie im Süden an das des Río Poroma.